# Eurysa forficula
Eurysa forficula är en insektsart som först beskrevs av Géza Horváth 1908.  Eurysa forficula ingår i släktet Eurysa och familjen sporrstritar.
Artens utbredningsområde är Frankrike. Inga underarter finns listade i Catalogue of Life.